# Jodie Whittaker
Jodie Auckland Whittaker (født 3. januar 1982 i Huddersfield) er en britisk skuespillerinde.
I juli 2017 blev det offentliggjort at Whittaker skal spille Doktoren i ellevte sæson af tv-serien Doctor Who, og bliver den trettende Doktor samt den første kvindelig Doktor.